# Доня Мотичина
45°30′ пн. ш. 18°01′ сх. д. / 45.5° пн. ш. 18.01° сх. д.
Доня Мотичина (хорв. Donja Motičina) – громада і населений пункт в Осієцько-Баранській жупанії Хорватії.

## Населення
Населення громади за даними перепису 2011 року становило 1 652 осіб. Населення самого поселення становило 1198 осіб.
Динаміка чисельності населення громади:
Динаміка чисельності населення центру громади:

## Населені пункти
Крім поселення Доня Мотичина, до громади також входять: 
- Горня Мотичина
- Сеона

## Клімат
Середня річна температура становить 10,97°C, середня максимальна – 25,18°C, а середня мінімальна – -5,49°C. Середня річна кількість опадів – 733 мм.
| Клімат поселення                              | Клімат поселення | Клімат поселення | Клімат поселення | Клімат поселення | Клімат поселення | Клімат поселення | Клімат поселення | Клімат поселення | Клімат поселення | Клімат поселення | Клімат поселення | Клімат поселення | Клімат поселення |
| Показник                                      | Січ.             | Лют.             | Бер.             | Квіт.            | Трав.            | Черв.            | Лип.             | Серп.            | Вер.             | Жовт.            | Лист.            | Груд.            |                  |
| Середній максимум, °C                         | 6,63             | 8,14             | 12,68            | 17,04            | 22,15            | 25,18            | 24,62            | 24,20            | 20,07            | 14,76            | 9,04             | 4,98             |                  |
| Середня температура, °C                       | 0,58             | 2,09             | 6,63             | 10,99            | 16,09            | 19,12            | 21,04            | 20,60            | 16,49            | 11,18            | 5,47             | 1,40             |                  |
| Середній мінімум, °C                          | −5,49            | −3,98            | 0,58             | 4,92             | 10,03            | 13,07            | 17,46            | 17,02            | 12,91            | 7,60             | 1,88             | −2,18            |                  |
| Норма опадів, мм                              | 46               | 44               | 44               | 56               | 68               | 94               | 65               | 65               | 55               | 64               | 73               | 59               |                  |
| Середньомісячна швидкість вітру, м/с          | 2.15             | 2.40             | 2.70             | 2.60             | 2.30             | 2.10             | 2.10             | 1.90             | 1.90             | 2.00             | 2.11             | 2.20             |                  |
| Середньомісячна сонячна радіація, кДж/м²·день | 4240             | 6935             | 10820            | 15265            | 19294            | 21278            | 22309            | 20195            | 14868            | 9211             | 4823             | 3584             |                  |
| --------------------------------------------- | ---------------- | ---------------- | ---------------- | ---------------- | ---------------- | ---------------- | ---------------- | ---------------- | ---------------- | ---------------- | ---------------- | ---------------- | ---------------- |
| Джерело:                                      |                  |                  |                  |                  |                  |                  |                  |                  |                  |                  |                  |                  |                  |